# オットー1世 (ブランデンブルク辺境伯)
オットー1世（Otto I., 1128年ごろ - 1184年7月8日）は、ブランデンブルク辺境伯（在位：1170年 - 1184年）。

## 生涯
オットー1世は1157年に初代ブランデンブルク辺境伯となったアルブレヒト1世（熊公）とその妃ゾフィー・フォン・ヴィンツェンブルクの長男として生まれた。3人の姉妹と6人の弟がおり、その中で最もよく知られているのはブレーメン大司教ジークフリートとザクセン公となるベルンハルト3世である。
オットーの生年は1128年と記録されることが多いが、近年の歴史家はこの生年を疑わしいとしている。ヘフェル族のプリビスラフはオットーの代父をつとめ、その際にアスカーニエン家の領地に隣接するザウヒェ（現在のウトラタ、en）の地を贈り物として与えられたことが知られている。この出来事は1123年あるいは1125年であったとされる。
1148年、オットーはピャスト朝のポーランド公ボレスワフ4世およびミェシュコ3世の妹であるユーディトと結婚した。この結婚は、ヴェンド十字軍（北方十字軍の1つ）中に1148年1月6日の会談で合意され、この会談にはヴェッティン家のフリードリヒがオットーと2人のポーランド公とともに参加した。この結婚は、ポーランドの支配者としてヴワディスワフ2世を支持したコンラート3世に対抗して、ピャスト朝を支持するアスカーニエン家のために締結されたものであったともいわれる。ユーディトとの間に以下の2男をもうけた。
- オットー2世（1147年以降 - 1205年） - ブランデンブルク辺境伯[1]
- ハインリヒ - ガルデレーゲン伯[1]

1175年ごろ、出自不明のアーデルハイト（またはホラント伯フロリス3世の娘アダ）と結婚し、1男をもうけた。
- アルブレヒト2世（1177年頃 - 1220年） - ブランデンブルク辺境伯[1]

オットーは1184年に死去し、自身が創建したレーニン修道院に埋葬された。

## ブランデンブルク辺境伯領の統治

### 父との共治（1170年まで）
オットーは1144年から父アルブレヒト熊公と共に辺境伯領を統治した。1170年に父が亡くなるまで正式にはブランデンブルク辺境伯の称号を用いることはなかったが、1144年には早くも王室の文書に父アルブレヒトと共に記されている。ただし、父アルブレヒト自身も1157年まで辺境伯位を用いることはなかった。数十年にわたるアスカーニエン家の政策を一緒に形作り、会議や決定にもともに参加しており、同時代の文書において頻繁に確認することができる。アルブレヒトとオットーの父子には、多くの場合オットーの弟、特に次男ヘルマンが従い支援していた。オットーは、当時70歳という高齢で死去した父親の死後わずか14年後に亡くなった。

### 単独統治（1170年 - 1184年）
オットーが1170年に父より継承した当時のブランデンブルク辺境伯領は、後のブランデンブルク領とは同じではなかった。当時の辺境伯領は主にハーフェルラントとザウヒェの東部だけであった。アスカーニエン家の支配下の150年間で辺境伯領はさらに拡大したが、オットーの統治期間における主な目標は、支配地域への定住を強化することによって辺境伯領を安定させ、ゆるぎないものとすることであった。

## レーニン修道院

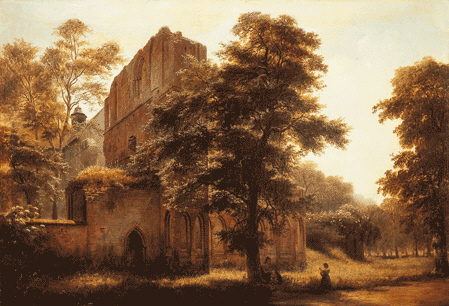
レーニン修道院の廃墟（エドゥアルト・ゲルトナー画、1858年）

### オットー1世による創建
1180年、オットーは辺境伯領の最初の修道院としてザウヒェにレーニン修道院を創建し、4年後にオットーは同修道院に葬られた。このシトー会修道院は、アスカーニエン家の修道院および墓所となり、後にホーエンツォレルン家の墓所ともなった。ジッティヘンバッハ修道院から来た最初の修道士は1183年に居を構え、教会と回廊の建設は1190年ごろに始まった。
修道院はまもなく裕福となり、その経済力と修道士のスラヴ人への伝道活動により、アスカーニエン家の地位を強化した。1542年に修道院が世俗化されるまで、39の村とヴェルダーの町を領有していた。

### 伝説
修道院の創設に関し次のような伝説が伝わっている。オットーは樫の木の下で狩りをした後、眠りについた。夢の中で鹿が現れ、角でオットーを突き刺すと脅したが、オットーは鹿を槍で撃退することができなかった。必死になってオットーがキリストの名を呼ぶと、夢は消えた。オットーが奇妙な夢を仲間に話したとき、仲間は鹿を異教のスラブ人の象徴と解釈し、異教から身を守るためにキリスト教の神に敬意を表して修道院を設立するようにオットーに忠告した。このため、樫の木と鹿がレーニン修道院の紋章になっている。

## ベルリンのオットー1世像

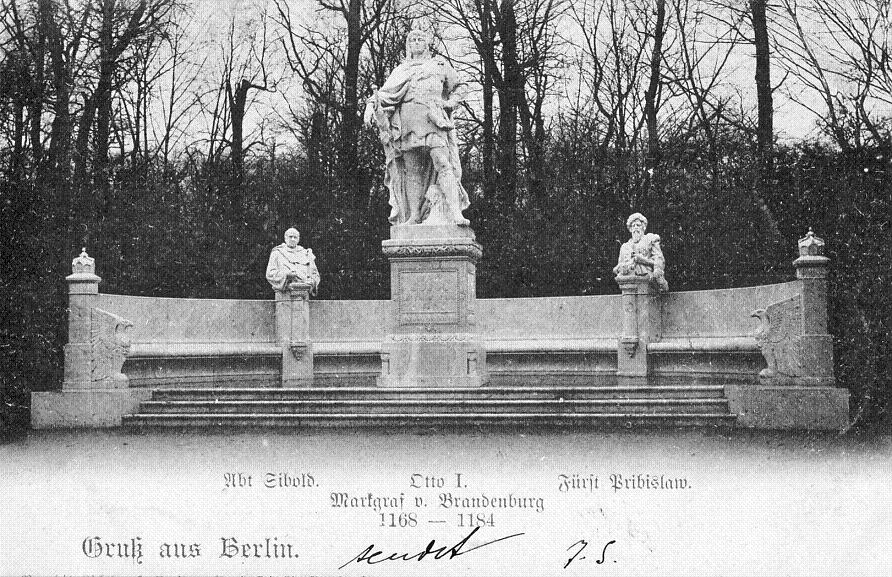
オットー1世の彫像群。左側の胸像がレーニン修道院長ジーボルト、右側がプリビスラフ。

オットー1世の記念像は、1898年にベルリンのティーアガルテンの旧ジーゲスアレー（勝利大通り）に彫刻家マックス・ウンガーによって建てられた（ドイツ皇帝ヴィルヘルム2世の依頼による）。1895年から1901年にかけて、ラインホルト・ベガスの指揮の下、27人の彫刻家がブランデンブルクとプロイセンの統治者の32体の彫刻を作成した。それぞれの高さは2.75 mであった。各彫刻は、その統治者の生涯に重要な役割を果たした2人の小さな胸像が隣に置かれた。オットー1世の両脇の胸像は代父であるプリビスラフと、殺害されたといわれるレーニン修道院の初代修道院長ジーボルトのものであった。